# موریستاونبیلر
شهر موریستاونبیلر (به انگلیسی: Morristownbiller) با جمعیت ۱۱٫۰۹۳ نفر در شهرستان کیلدر در کشور جمهوری ایرلند واقع شده‌است.